# Fires of Faith
Fires of Faith er en amerikansk stumfilm fra 1919 af Edward José.

## Medvirkende
- Catherine Calvert som Elizabeth Blake
- Eugene O'Brien som Harry Hammond
- Rubye De Remer som Agnes Traverse
- Helen Dunbar som Mrs. Traverse
- Theodore Roberts